# Tavua

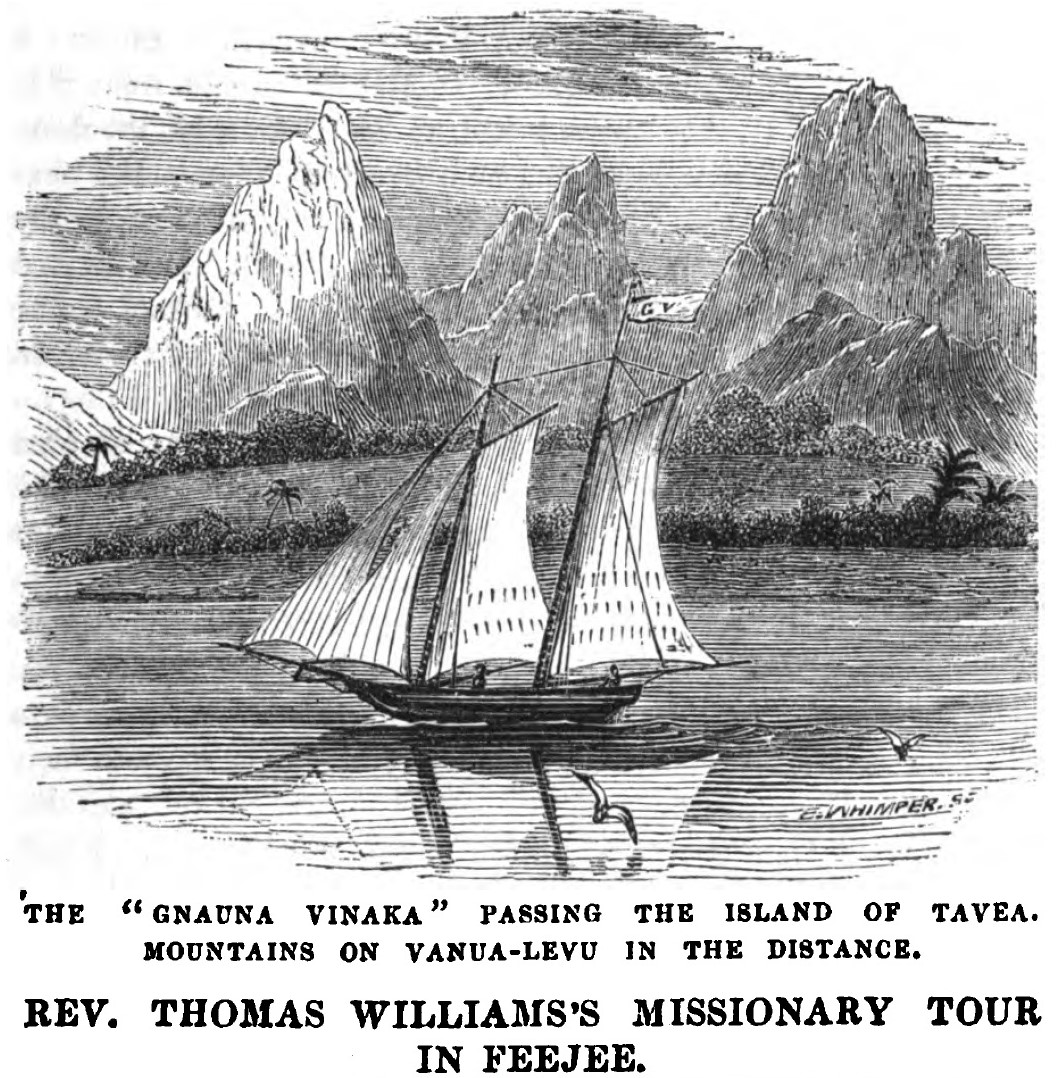
Le Gnauna Vinaka passant l'île de Tavea. En arrière-plan : montagnes de Vanua-Levu.

Tavua (prononciation fidjienne : [taβua]) est une ville de la province de Ba, aux Fidji, située à 91 kilomètres de Nadi et à 9 kilomètres des mines aurifères de Vatukoula (en). Elle a été officiellement constituée en tant que ville en 1992 avec la nomination de son premier maire, Iliesa Vula, originaire de Tavualevu. La commune couvre une superficie de 100 km2 et comptait 2 418 habitants au recensement de 1996.
Tavua est censée être gouvernée par un conseil municipal de 9 membres, élus pour un mandat de trois ans et qui élisent parmi eux un maire pour un mandat d'un an, renouvelable indéfiniment. Lors des dernières élections municipales, qui ont eu lieu le 22 octobre 2005, les 9 sièges ont été remportés par la Tavua Ratepayers, Landowners, and Tenants Association. Le nouveau conseil a réélu Chandra Singh, maire depuis 2001, pour un nouveau mandat.
En 2009, le gouvernement provisoire soutenu par l'armée a démis de leurs fonctions toutes les administrations municipales des Fidji et a nommé des administrateurs spéciaux pour gérer les zones urbaines. En 2015, le gouvernement municipal élu n'a pas été rétabli. L'administrateur spécial de Tavua est Tulsi Ram. Il a pris ses fonctions en janvier 2015, en remplacement de Jay Whyte.